# Merremia quinata
Merremia quinata là một loài thực vật có hoa trong họ Bìm bìm. Loài này được (R. Br.) Ooststr. mô tả khoa học đầu tiên năm 1948.